# Svante Stockselius
Stig Svante Stockselius (nascimento: 31 de Dezembro de 1955 em Hudiksvall) é um jornalista sueco e executivo de televisão, que é director dos Festivais da Canção na European Broadcasting Union, e foi o supervisor executivo do Festival Eurovisão da Canção (ESC) e do Festival Eurovisão da Canção Júnior até 2010.
Svante Stockselius cresceu em Ockelbo, uma pequena central no centro da Suécia. Stockselius começou a sua carreira como jornalista. Durante 16 anos, trabalhou para o jornal da tarde baseado em Estocolmo de nome Expressen.
Foi director da divisão de entretenimento da televisão pública da Suécia, a Sveriges Television, durante o final da década de 90, e trabalhou com o Festival Eurovisão da Canção 2000, realizado em Estocolmo. Também foi o arquitecto da grande reformulação da competição de qualificação da Suécia para o ESC, o Melodifestivalen, em 2002, introduzindo quatro semi-finais e a ronda "Second Chance" antes da final.
Depois da vitória da Estónia no ESC em 2011, Stockselius foi sondado pelo canal de televisão estónio, a ETV, para participar nas preparações do festival de 2002.  Em 2002, Stockselius foi trabalhar para o canal de televisão comercial Sueco TV4. Em 2003 foi-lhe oferecido o trabalho como Supervisor Executivo do Festival Eurovisão da Canção. Foi anunciado a 30 de Agosto de 2010 que iria resignar ao posto após o Festival Eurovisão da Canção Júnior 2010 para "dar a outros a oportunidade de levar o evento ao nível seguinte".
Durante o tempo em que Svante Stockselius foi responsável pelo Festival Eurovisão da Canção, houve várias alterações no certame. Em 2004 foi introduzida uma semi-final no Festival, e em 2008 foi introduzida mais uma semi-final. Em 2009, foi reintroduzido o voto do júri, que na final valeu 50%. Em 2010, o voto do júri foi alargado às semi-finais, também a valerem 50%. Estas mudanças no festival devem-se a dois factores principais. Por um lado, entraram cada vez mais países no Festival, o que forçou a uma "pré-selecção" para a final do Festival, e consequentemente à introdução de uma, e mais tarde duas semi-finais. Por outro lado, o Festival tem um grande domínio de países balcânicos, o que levou várias televisões responsáveis dos países participantes a reclamarem devido ao facto de o festival ser ganho pelo "voto vizinho", o que levou à reintrodução do voto do júri.
Também durante o período de Svante Stockselius como responsável pelos Festivais da Canção foi introduzido o Festival Eurovisão da Canção Júnior (em 2003), e Festival Eurovisão da Dança (2007).